# Сливовдолско падало
Сливовдолско падало, наричано още Сливодолско падало, е висок водопад в Родопите, България.

## Местоположение
Разположен е в дяла Добростан в Западните Родопи. Най-близкото населено място е село Югово (община Лъки, област Пловдив), разположено на югоизток.
Намира се по течението на река Сливов дол. Водата пада от височина 49 метра, с което водопадът е най-високият в Родопите.

## Статут
Със заповед № РД-1218 от 9 декември 2005 г. Водопадът и околната територия са обявени за природна забележителност в резерват „Червената стена“ с обща площ 6851 декара.

## Туризъм
До водопада се стига по маркирана пътека от хижа Марциганица или по пътека от шосето Пловдив – Смолян (веднага след първия тунел след с. Бачково, от лявата страна на тунела).
Прави впечатление водата, плъзгаща се и падаща от мъхести скали, които ѝ придават зеленикав цвят. В основата на водопада водата не е зелена, а синя – толкова дълбоко е издълбано речното корито там.
При зимна разходка водопадът може да се види замръзнал.
Надолу към шосето има още подобни „падала“ – къси, но все така мъхести, някак древни и непипнати.